# Antillas
Antillas (en inglés: Antilles; en criollo haitiano Zantiy; en francés: Antilles; en papiamento Antias; en neerlandés: Antillen; en patois jamaiquino: Antiliiz), también llamado América insular o islas del Caribe, es uno de los cuatro subcontinentes de América, formado por dos archipiélagos: Antillas Mayores y Antillas Menores. Se hallan ubicadas en el mar Caribe del océano Atlántico. Estas islas dibujan un arco que se extiende en forma de medialuna desde el sureste de la península de Florida (Estados Unidos), al sur del Archipiélago de las Lucayas, al noreste de la península de Yucatán (México), en Norteamérica, hasta la costa oriental de Venezuela, en Sudamérica. Todas las islas de las Antillas juntas, conforman una superficie total de unos 235 000 km².

## Etimología
El nombre hace referencia a la mítica isla de Antilia.

## Historia
Antes de la llegada de los europeos, las Antillas estaban habitadas por diversos grupos indígenas, como los taínos, caribes y ciboneyes. Estas sociedades habían desarrollado prácticas agrícolas sofisticadas, estructuras sociales complejas y tradiciones artísticas únicas. Los taínos, en particular, eran el grupo dominante en las Antillas Mayores, estableciendo intrincados cacicazgos y participando en extensas redes comerciales.
La llegada de Cristóbal Colón en 1492 marcó el inicio de la colonización europea en las Antillas. Los españoles establecieron rápidamente asentamientos y empezaron a explotar los recursos de la región, lo que llevó a la diezma de las poblaciones indígenas a causa de las enfermedades, los trabajos forzados y las guerras. La civilización taína, en particular, sufrió un declive catastrófico y su número disminuyó rápidamente.
La importancia estratégica de las Antillas atrajo a otras potencias europeas, como ingleses, franceses y holandeses. Estas naciones compitieron por el control de las islas, enzarzándose en numerosos conflictos y estableciendo sus propios imperios coloniales. La región se convirtió en un mosaico de posesiones europeas, cada una con su propia cultura y economía.
La trata transatlántica de esclavos tuvo un impacto profundo y devastador en las Antillas. Millones de africanos fueron transportados a la fuerza a las islas para trabajar en las plantaciones de azúcar, creando una sociedad profundamente dividida en líneas raciales. El legado de la esclavitud sigue configurando el paisaje social, político y económico de la región.
Los siglos XVIII y XIX fueron testigos de una serie de revueltas de esclavos y movimientos independentistas en las Antillas. La Revolución Haitiana, iniciada en 1791, culminó con el establecimiento de la primera república negra independiente de América. Otras islas siguieron su ejemplo, independizándose gradualmente de las potencias coloniales europeas.
La conquista estadounidense de Cuba y Puerto Rico tuvo lugar durante la Guerra Hispano-Norteamericana de 1898. Este conflicto surgió de las crecientes tensiones entre Estados Unidos y España en torno a las políticas coloniales españolas, especialmente en Cuba, donde un antiguo movimiento independentista pretendía liberarse del dominio español. El hundimiento del USS Maine en el puerto de La Habana sirvió de catalizador, impulsando a Estados Unidos a la guerra contra España.
La guerra fue rápida y decisiva, y Estados Unidos logró victorias tanto en Cuba como en Puerto Rico. En Cuba, las fuerzas estadounidenses, ayudadas por los rebeldes cubanos, derrotaron al ejército español, lo que condujo a la rendición de Santiago de Cuba. En Puerto Rico, las tropas invasoras desembarcaron y se hicieron rápidamente con el control de la isla, enfrentándose a una resistencia mínima por parte de las fuerzas españolas. El Tratado de París, firmado al final de la guerra, cedió formalmente Cuba y Puerto Rico a Estados Unidos. Cuba terminara independizándose de España mientras Puerto Rico se mantendría como territorio estadounidense.
El siglo XX trajo nuevos retos y oportunidades para las Antillas. La región experimentó periodos de crecimiento económico, sobre todo en el turismo y la agricultura, pero también se enfrentó a la inestabilidad política y el malestar social. La Guerra Fría tuvo un impacto significativo en la región, con Estados Unidos y la Unión Soviética disputándose su influencia.
El camino hacia la autonomía de Aruba dentro del Reino de los Países Bajos y la posterior disolución de las Antillas Neerlandesas es una historia de evolución de las relaciones políticas y de identidades insulares diferenciadas. El camino de Aruba hacia una mayor autonomía comenzó a mediados del siglo XX, impulsado por el deseo de autodeterminación y de una identidad cultural distinta y separada de las demás islas de las Antillas Neerlandesas. Este deseo estaba alimentado, en parte, por las diferencias económicas y la sensación de verse eclipsada por Curazao, la isla más grande y dominante de la federación.
En 1986, Aruba consiguió un «estatus aparte», un estatus separado dentro del Reino de los Países Bajos. Este acuerdo histórico otorgó a Aruba su propia constitución, gobierno y parlamento, y la sacó de la federación de las Antillas Neerlandesas. Fue un paso importante hacia una mayor autonomía, aunque Aruba seguía formando parte del Reino de los Países Bajos. El acuerdo también estipulaba que Aruba avanzaría hacia la independencia total en 1996, aunque el Parlamento arubano lo revocó posteriormente.
El «estatus aparte» de Aruba sentó un precedente para las demás islas de las Antillas Neerlandesas, lo que dio lugar a una serie de referendos y negociaciones a principios del siglo XXI. Estas discusiones pretendían determinar el futuro de las islas restantes, considerando opciones como la continuación de la federación, lazos directos con los Países Bajos o la independencia. Finalmente, estas conversaciones desembocaron en la disolución de las Antillas Neerlandesas en 2010. Curazao y San Martín se convirtieron en países autónomos dentro del Reino, similar al estatus de Aruba, mientras que Bonaire, San Eustaquio y Saba pasaron a ser municipios especiales de los Países Bajos.   
En las últimas décadas, las Antillas se han centrado en el desarrollo sostenible, la diversificación económica y la cooperación regional. La región también se ha enfrentado a los retos del cambio climático, que supone una importante amenaza para sus comunidades y ecosistemas costeros. A pesar de estos retos, las Antillas siguen siendo una región vibrante y culturalmente rica, con una mezcla única de influencias indígenas, africanas y europeas.
La historia de las Antillas es testimonio de la resistencia y adaptabilidad de sus gentes. El variado patrimonio cultural de la región, moldeado por siglos de interacción e intercambio, sigue evolucionando e inspirando. Las Antillas son una encrucijada de culturas, un lugar donde el pasado y el presente se entrelazan, ofreciendo una perspectiva única de la historia de las Américas.

## Geografía

### Clima
El clima de las Antillas, un vasto archipiélago que se extiende por el mar Caribe, es predominantemente tropical, pero presenta variaciones debidas a la situación geográfica, la altitud y los vientos dominantes. La región experimenta temperaturas cálidas todo el año, con medias que oscilan entre los 25 °C y los 30 °C (77 °F y 86 °F). Esta constancia hace de las Antillas un destino popular para quienes buscan climas tropicales.
La característica climática más significativa de las Antillas es la presencia de estaciones húmedas y secas bien diferenciadas. La estación húmeda, que suele ir de mayo a noviembre, coincide con la temporada de huracanes del Atlántico. Durante este periodo, las islas reciben la mayor parte de sus precipitaciones anuales, a menudo en forma de fuertes chubascos y tormentas. La estación seca, de diciembre a abril, se caracteriza por precipitaciones mucho menores y más días soleados.
Los vientos alisios, que soplan desde el noreste, desempeñan un papel crucial en el clima de las Antillas. Estos vientos traen humedad del océano Atlántico, contribuyendo a los altos niveles de humedad de la región. Las islas situadas a barlovento, frente a los alisios, suelen recibir más precipitaciones que las situadas a sotavento. Este efecto orográfico, en el que el aire húmedo se ve obligado a ascender por encima de las montañas, provoca un aumento de las precipitaciones en las laderas de barlovento.
La altitud también influye en el clima de las Antillas. En las zonas más elevadas, las temperaturas son más frescas y las precipitaciones más elevadas que en las zonas costeras. Las islas montañosas, como Jamaica y La Española, tienen microclimas que varían significativamente con la altitud. Las cumbres más altas pueden incluso sufrir heladas ocasionales, un marcado contraste con el calor tropical de las tierras bajas costeras.

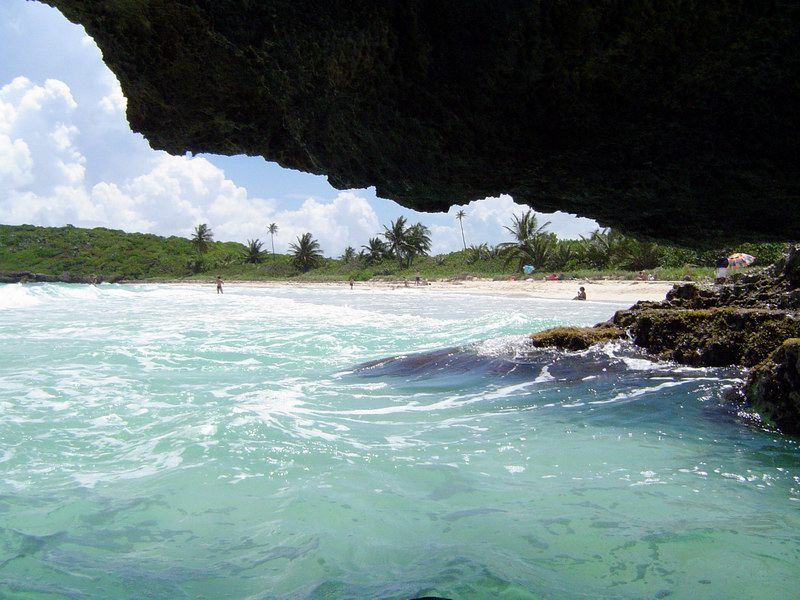
Vieques, Puerto Rico

Las Antillas están situadas en una región propensa a los ciclones tropicales, que pueden traer fuertes vientos, lluvias torrenciales y mareas tormentosas. La temporada de huracanes, de junio a noviembre, supone una amenaza importante para las islas. La intensidad y frecuencia de estas tormentas puede variar de un año a otro, pero siguen siendo una preocupación constante tanto para los residentes como para los visitantes.
El cambio climático está teniendo un impacto notable en las Antillas. La subida del nivel del mar, el aumento de la frecuencia e intensidad de los fenómenos meteorológicos extremos y los cambios en el régimen de lluvias plantean importantes retos a las islas. La erosión costera, la intrusión de agua salada y los daños a los arrecifes de coral son algunos de los problemas más acuciantes. Las economías de las islas, que dependen en gran medida del turismo y la agricultura, son especialmente vulnerables a estos cambios.
La variabilidad de las precipitaciones en las Antillas puede provocar sequías e inundaciones. Algunas islas, sobre todo las del sur del Caribe, pueden experimentar periodos secos prolongados, mientras que otras, especialmente durante la estación húmeda, son propensas a lluvias torrenciales e inundaciones. Estas variaciones pueden afectar a la agricultura, los recursos hídricos y las infraestructuras.
La interacción de estos factores crea una amplia gama de microclimas en las Antillas. Aunque el clima general es tropical, las condiciones locales pueden variar significativamente en función de la altitud, la exposición a los vientos alisios y la proximidad a la costa. Esta variabilidad contribuye al carácter único de cada isla y a la rica biodiversidad de la región.

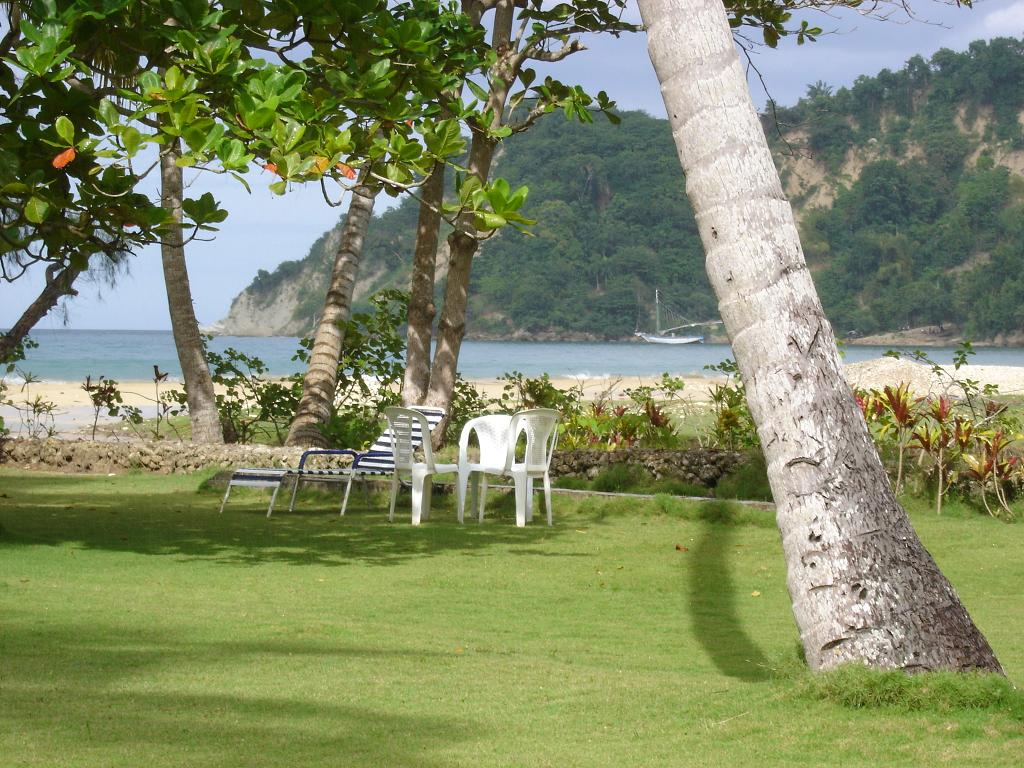
Playa en Anse du Clerc, Haití

### Topografía

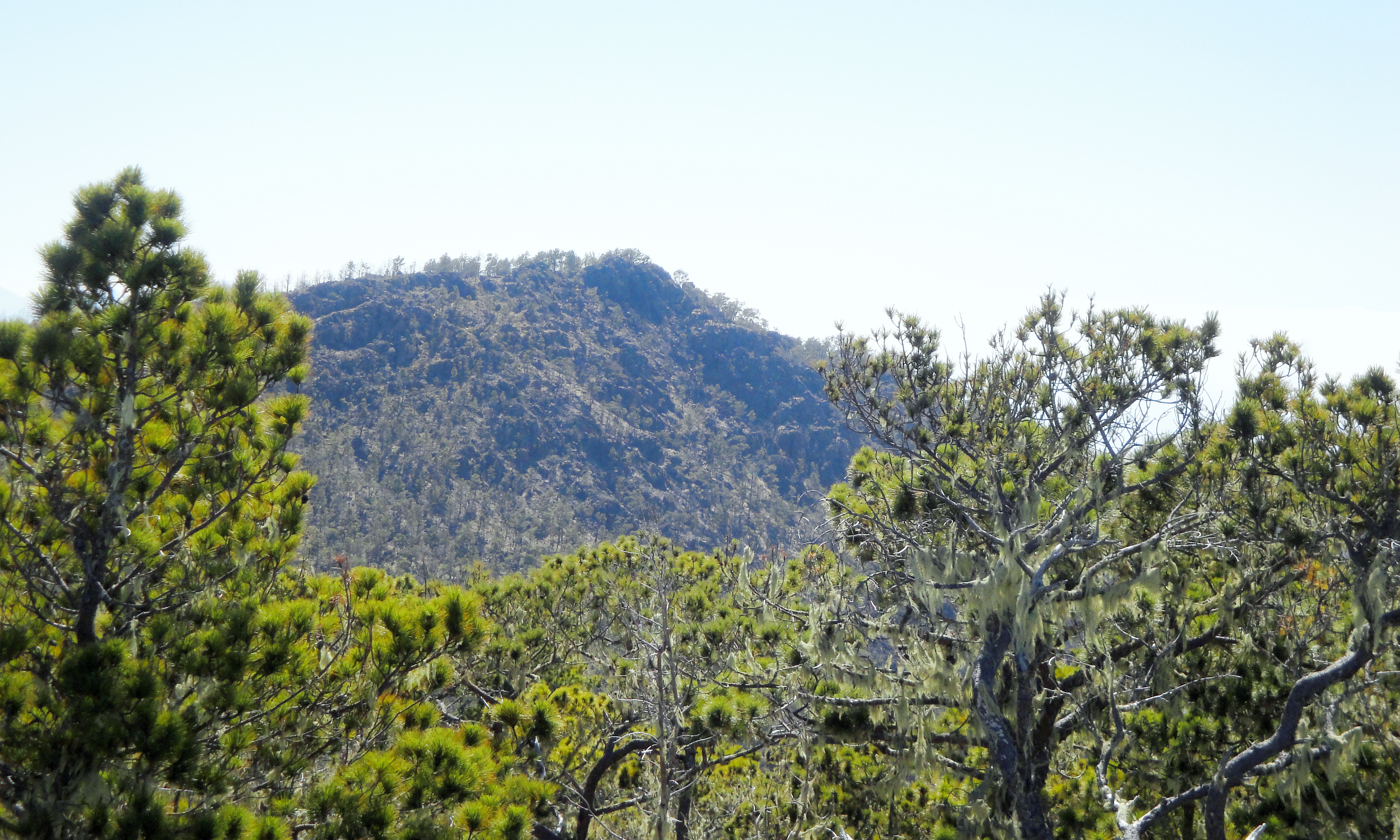
Pico Duarte el más elevado de las Antillas se encuentra en la República Dominicana

La topografía de las Antillas, un extenso archipiélago situado en el mar Caribe, es muy variada y presenta una mezcla de terrenos montañosos, llanuras costeras y formaciones volcánicas. Esta variedad topográfica es el resultado de complejos procesos geológicos que han modelado la región a lo largo de millones de años.
Las Antillas se dividen geográficamente en dos grupos principales: las Antillas Mayores y las Antillas Menores. Las Antillas Mayores, que comprenden Cuba, La Española (Haití y República Dominicana), Jamaica y Puerto Rico, se caracterizan por sus cadenas montañosas, valles interiores y extensas llanuras costeras. La Cordillera Central de La Española, por ejemplo, alberga los picos más altos del Caribe, como el pico Duarte.

En cambio, las Antillas Menores forman un arco de islas más pequeñas, muchas de ellas de origen volcánico. Estas islas presentan una topografía más accidentada, con volcanes activos e inactivos, acantilados costeros y estrechas llanuras litorales. Islas como Montserrat y Guadalupe son excelentes ejemplos de este relieve volcánico.

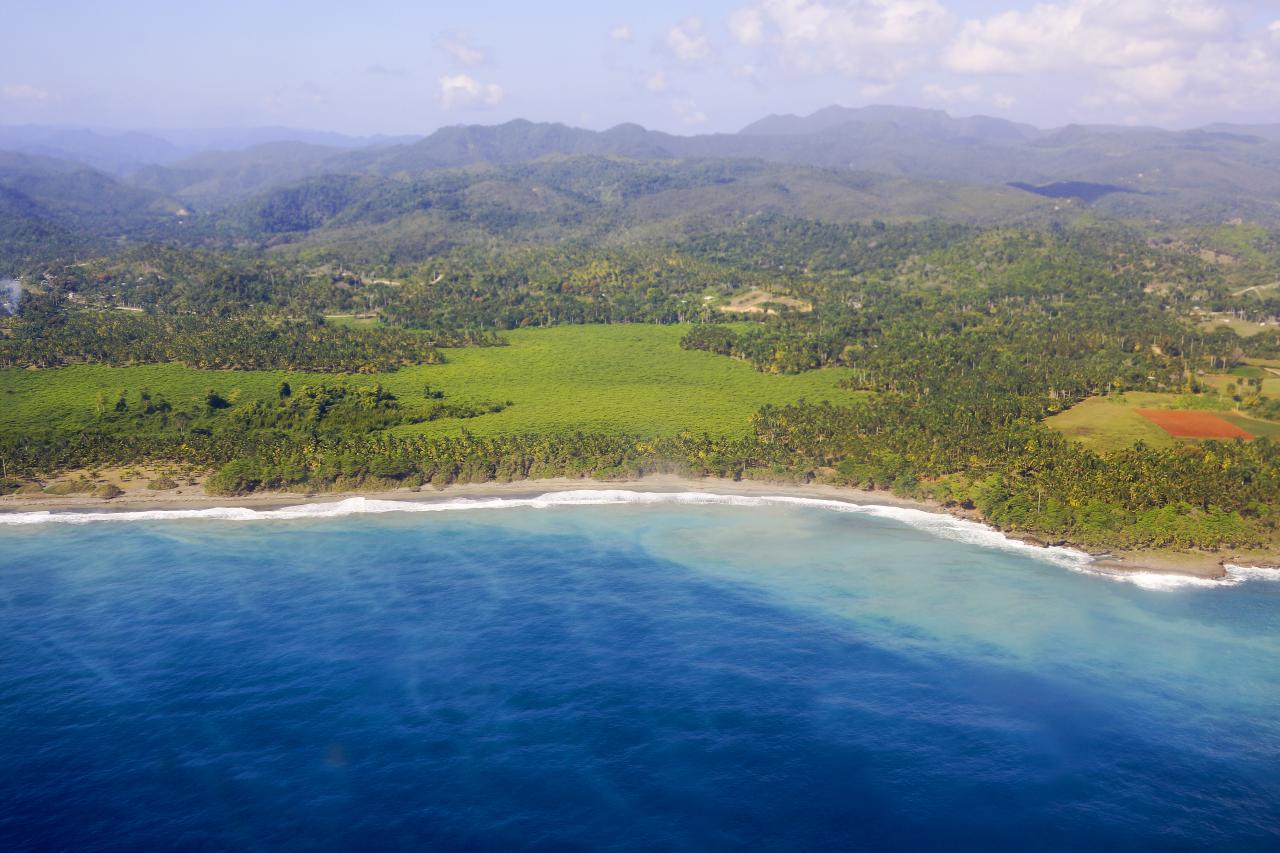
Cuba es la mayor de las Antillas con 110.000 kilómetros cuadrados

La interacción entre la placa tectónica del Caribe y las placas circundantes ha sido un factor determinante en la configuración de la topografía antillana. La subducción de la placa norteamericana bajo la placa caribeña ha generado actividad volcánica y sísmica, dando lugar a la creación de montañas y volcanes. Además, la erosión causada por el viento y el agua ha esculpido el paisaje, formando valles y cañones.
Las costas de las Antillas varían considerablemente, desde largas extensiones de playas de arena blanca hasta acantilados rocosos y bosques de manglares. La presencia de arrecifes de coral a lo largo de muchas costas también influye en la topografía submarina, creando barreras naturales y lagunas costeras. La topografía submarina de las Antillas es tan diversa como la terrestre, con profundas fosas oceánicas y extensas plataformas continentales.

Los ríos y las masas de agua dulce son elementos importantes de la topografía antillana. Las islas más grandes cuentan con grandes ríos que descienden de las montañas, creando fértiles valles y suministrando agua para la agricultura y el consumo humano. También son frecuentes los lagos y lagunas, sobre todo en las Antillas Mayores.
La topografía de las Antillas ha tenido un impacto significativo en el desarrollo humano de la región. Las montañas han servido de refugio a comunidades marginadas y han obstaculizado el desarrollo de infraestructuras, mientras que las llanuras costeras han sido centros de actividad agrícola y comercial. La diversidad topográfica también ha contribuido a la rica biodiversidad de las Antillas, que alberga una gran variedad de ecosistemas y especies.
En la actualidad, la topografía de las Antillas se enfrenta a retos relacionados con el cambio climático y el desarrollo humano. La subida del nivel del mar amenaza a las comunidades costeras, mientras que la deforestación y la urbanización incontrolada están alterando los ecosistemas naturales. La gestión sostenible de los recursos naturales y la planificación urbana son cruciales para preservar la diversidad topográfica y garantizar el bienestar de las comunidades antillanas.

## Demografía

### Idiomas

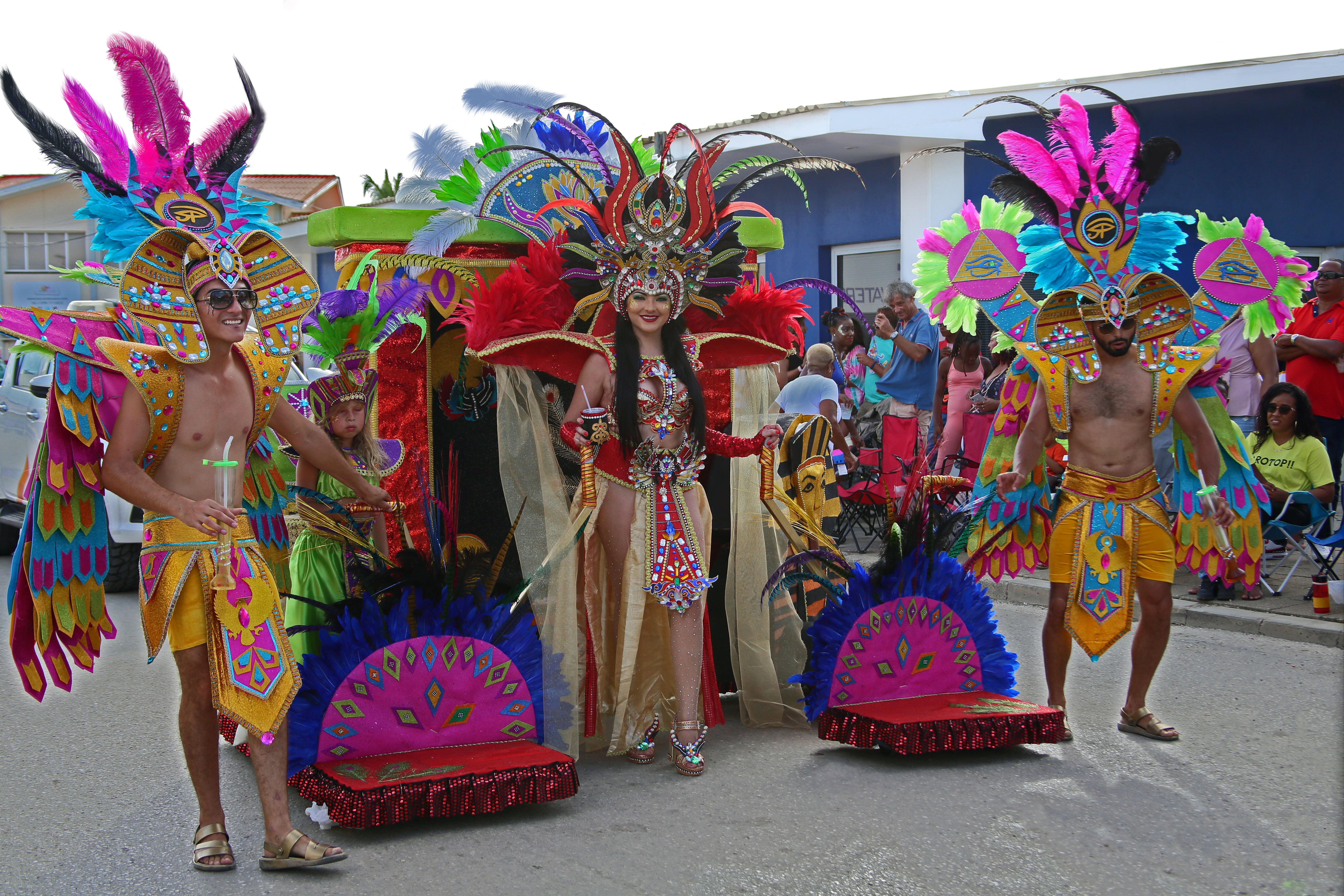
Carnaval en Bonaire

Los idiomas predominantes en la región son seis:
- El español, hablado por más de 25 millones de hispanófonos y predominante en las Grandes Antillas (en Cuba, República Dominicana y Puerto Rico) y minoritario en las Pequeñas Antillas (Islas de Venezuela)
- El francés, hablado por más de 12 millones de francófonos (en Haití, Guadalupe, Martinica, San Martín, San Bartolomé y otras islas)
- El criollo haitiano, hablado principalmente en Haití y por grupos de inmigrantes haitianos en toda el área del Caribe.Cayos de Tobago, San Vicente y las Granadinas

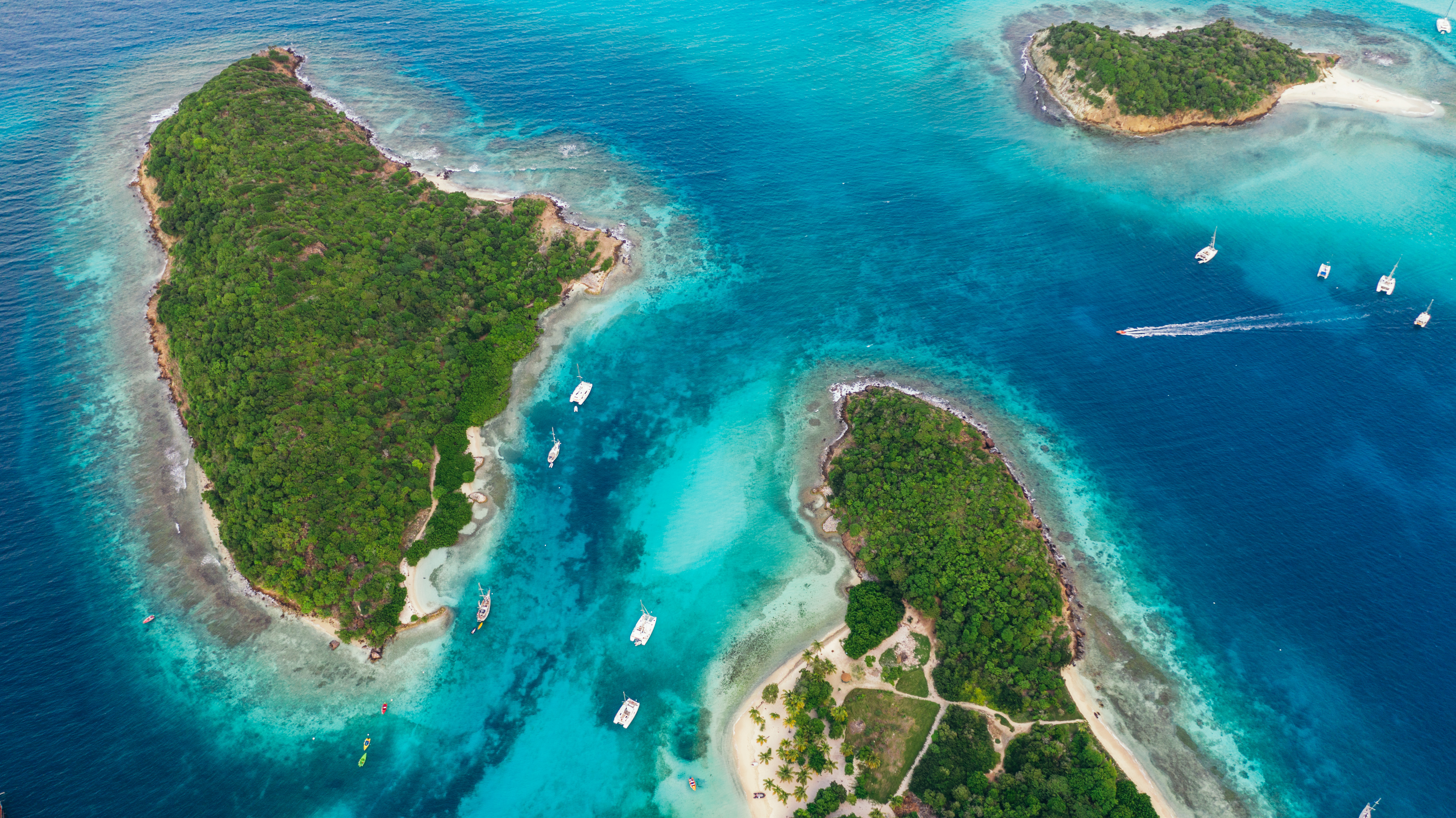
Cayos de Tobago, San Vicente y las Granadinas

- El inglés (inglés caribeño), hablado por más de 5 millones de anglófonos (en Jamaica, en las Bahamas y en la mayor parte de las Pequeñas Antillas)
- El papiamento, hablado en Aruba, Curazao y Bonaire
- El neerlandés, idioma oficial pero minoritario en Aruba, Curazao y el Caribe Neerlandés
- Existen además varias lenguas criollas derivadas del francés en Guadalupe, Martinica, Dominica, Granada, Santa Lucía, Trinidad y Tobago, además Jamaica tiene el criollo jamaiquino derivado del inglés.

## Geopolítica

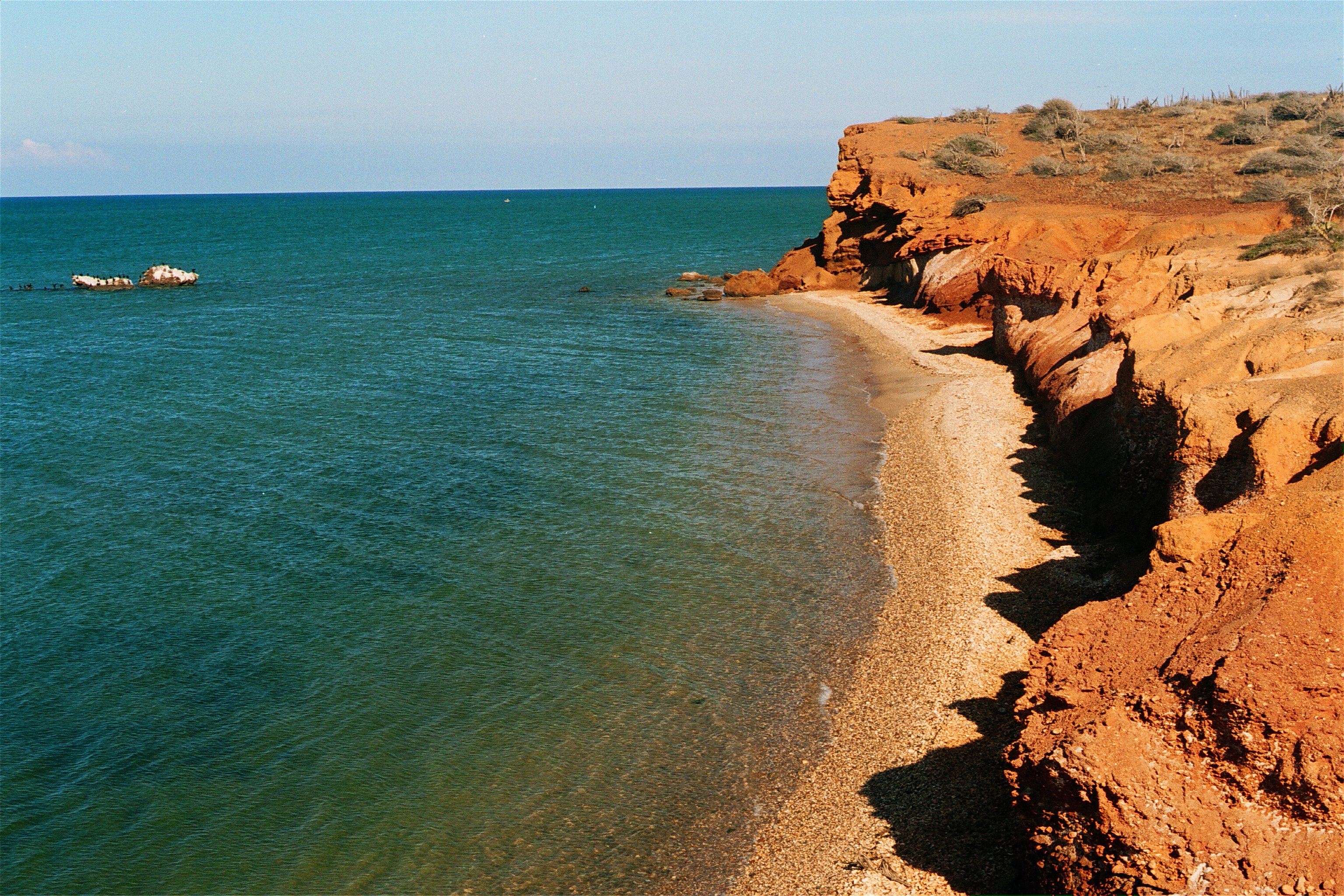
Acantilados en playa El Amor, Isla de Coche, Venezuela

Estas islas pertenecieron inicialmente en su totalidad a España, quien fue la potencia dominante en las Grandes Antillas. Sin embargo, su escaso interés en conservarlas, especialmente las Antillas Menores, motivó que estas últimas pudieran ser conquistadas sin mayores problemas por británicos, franceses y neerlandeses. Fueron plazas que, posteriormente, estos utilizaron como punto de partida para otras conquistas, lo que ha dado lugar al rico mosaico actual de nacionalidades, lenguas y culturas.[cita requerida]
Varias de las islas son independientes, pero muchas siguen siendo posesiones o dependencias de otros países. Algunas, como Guadalupe y Martinica, ambas regiones de Francia, forman parte del territorio nacional de países en otros continentes. En las Antillas, Francia tiene 2806 km² (882 000 hab.), Reino Unido tiene 1023 km² (141 000 hab.), y Países Bajos tiene 742 km² (308 000 hab.).
Destacan con los territorios más extensos en las Antillas: Cuba (casi 111 000 km²), República Dominicana (más de 48 000 km²), Haití (casi 28 000 km²), Bahamas (casi 14 000 km²), Jamaica (casi 11 000 km²), Puerto Rico (más de 9000 km²), Trinidad y Tobago (más de 5000 km²), y las dependencias francesas (Departamentos de Ultramar de Francia, y Colectividades Territoriales francesas, con casi 3000 km²).
Destacan con las poblaciones más numerosas en las Antillas: Haití (11,4 mill. de hab.), Cuba (11,3 mill. de hab.), República Dominicana (10,8 mill. de hab.), Puerto Rico (3,9 mill. de hab.), Jamaica (2,9 mill. de hab.), Trinidad y Tobago (1,4 mill. de hab.), y las dependencias francesas (Departamentos de Ultramar de Francia, y Colectividades Territoriales francesas, con 0,8 mill. de hab.).
| País                         | Islas | Área (km²) | Población (2022) | Densidad poblacional (hab/km²) | Idioma oficial           |
| ---------------------------- | --- | ---------- | ---------------- | ------------------------------ | ------------------------ |
| Antigua y Barbuda            | Antigua — Barbuda — Redonda | 443        | 98 070           | 155,1                          | Inglés                   |
| Bahamas                      | Acklins — Andros — Berry — Bimini — Cayo Samaná — Cayos Franceses — Concepción — Crooked — Eleuthera — Guanahani — Harbour — Gran Ábaco — Pequeña Ábaco — Gran Bahama — Gran Inagua — Gran Exuma — Huevo — Isla Cat — Isla Larga — Mayaguana — Nueva Providencia — San Salvador | 13 940     | 393 899          | 21,6                           | Inglés                   |
| Barbados                     | - | 431        | 287 436          | 649,4                          | Inglés                   |
| Cuba                         | Isla de Cuba — Isla de la Juventud — Cayo Largo del Sur — Jardines de la Reina — Jardines del Rey — Cayo Guillermo — Cayo Coco — Cayo Romano — Cayo Guajaba — Cayo Sabinal — Cayo Santa María — Cayo Paredón Grande — Archipiélago de los Colorados — Cayo Saetía — Cayo Blanco — Archipiélago de Sabana-Camagüey — Archipiélago de los Canarreos — Cayo Los Ensenachos — Cayo Levisa | 110 860    | 11 113 215       | 102,7                          | Español                  |
| Dominica                     | - | 754        | 72 017           | 91,9                           | Inglés                   |
| Granada                      | Granada — Ronde— Carriacou — Pequeña Martinica | 344        | 112 613          | 260,2                          | Inglés                   |
| Haití                        | Parte Occidental de la Española — La Guanaba — La Tortuga — Isla Vaca — Islas Cayemites | 27 750     | 11 325 861       | 408 139                        | Francés, Creole haitiano |
| Jamaica                      | Cayos de Morant — Banco de Pedro — Cayos de Pedro — Cayos de Puerto Real | 10 991     | 2 963 404        | 248,9                          | Inglés                   |
| República Dominicana         | Parte Oriental de la Española — Saona — Beata — Catalina — Alto Velo | 48 442     | 10 866 885       | 196,6                          | Español                  |
| San Cristóbal y Nieves       | San Cristóbal — Nieves | 261        | 53 264           | 149,2                          | Inglés                   |
| San Vicente y las Granadinas | Baliceaux — Bequia — Canouan — Mayreau — Mustique — Isla Palm — Pequeño San Vicente — Cayos de Tobago — Unión — Isla Young — San Vicente | 389        | 111 001          | 302,1                          | Inglés                   |
| Santa Lucía                  | - | 616        | 183 769          | 260,0                          | Inglés                   |
| Trinidad y Tobago            | Trinidad — Tobago — Chacachacare — Gaspar Grande — Gasparillo — Isla Huevos — Monos — Pequeña Tobago | 5128       | 1 400 264        | 209,6                          | Inglés                   |

| Territorios de otros países | Territorios de otros países        | Islas | Área (km²) | Población (hab.) | Idioma                 |
| --------------------------- | ---------------------------------- | --- | ---------- | ---------------- | ---------------------- |
| Estados Unidos              | Puerto Rico                        | Puerto Rico — Culebra — Vieques — Mona — Monito — Desecheo — Caja de Muertos — Isla de Cabras — Cayo Batata — Isla Cardona — Cayos de Caña Gorda — Culebrita — Icacos — Cayo Luis Peña — Isla Magüeyes — Cayo Norte — Isla Palomino — Isla de Ratones — Isleta de San Juan — Cayo Santiago — Islas Vírgenes Españolas                             | 9104       | 3 335 784 (2022) | Español e Inglés       |
| Estados Unidos              | Islas Vírgenes de Estados Unidos   | Santo Tomás — San Juan — Santa Cruz — Isla del Agua | 352        | 124 778 (2003)   | Inglés                 |
| Estados Unidos              | Navaza                             | - | 5,2        | (deshabitada)    | Inglés                 |
| Francia                     | Guadalupe                          | Basse-Terre — La Desirade — Grande-Terre — Petite Terre — Les Saintes — Marie-Galante | 1628       | 408 000 (2007)   | Francés                |
| Francia                     | Martinica                          | - | 1100       | 432 900          | Francés                |
| Francia                     | San Martín                         | Norte de la Isla de San Martín — Tintamarre | 53,2       | 33 102 (2004)    | Francés                |
| Francia                     | San Bartolomé                      | - | 25         | 8450 (2007)      | Francés                |
| Países Bajos                | Aruba                              | - | 193        | 110 000 (2010)   | Neerlandés, papiamento |
| Países Bajos                | Bonaire                            | Klein Bonaire | 288        | 13 389 (2010)    | Neerlandés, Papiamento |
| Países Bajos                | Curazao                            | Klein Curazao | 193        | 142 180 (2010)   | Neerlandés, papiamento |
| Países Bajos                | Saba                               | - | 13         | 1737 (2010)      | Neerlandés             |
| Países Bajos                | San Eustaquio                      | - | 21         | 2886 (2010)      | Neerlandés             |
| Países Bajos                | Sint Maarten                       | Sur de la Isla de San Martín | 34         | 37 429 (2010)    | Neerlandés, inglés     |
| Reino Unido                 | Anguila                            | Anguila (isla) — Anguillita — Dog — Little Scrub — Prickly Pear — Sandy — Scrub — Seal — Sombrero | 91         | 13 477 (2006)    | Inglés                 |
| Reino Unido                 | Islas Vírgenes Británicas          | Tórtola — Virgen Gorda — Anegada — Jost Van Dyke | 153        | 23 098 (2006)    | Inglés                 |
| Reino Unido                 | Islas Caimán                       | Caimán Brac — Gran Caimán — Pequeño Caimán | 260        | 69 000 (2008)    | Inglés                 |
| Reino Unido                 | Islas Turcas y Caicos              | Islas Turcas (Gran Turca, Cayo Sal) — Islas Caicos (Caicos del Oeste, Providenciales, Caicos del Norte, Caicos Central, Caicos del Este, Caicos del Sur, Cayo Ambergris, Cayo Pine, Cayo Parrot) | 417        | 30 600 (2008)    | Inglés                 |
| Reino Unido                 | Montserrat                         | - | 102        | 4819 (2007)      | Inglés                 |
| Venezuela                   | Estado Nueva Esparta               | Margarita — Coche — Cubagua | 1150       | 436 944 (2007)   | Español                |
| Venezuela                   | Dependencias Federales Venezolanas | Los Monjes — Las Aves — Los Roques (Gran Roque, Francisquí, Isla Larga, Nordisquí, Madrisquí, Crasquí, Cayo Espenquí, Cayo Carenero, Cayo de Agua, Dos Mosquises, Cayo Sal, Cayo Grande) — Los Hermanos — Los Frailes — Aves — La Sola — La Tortuga (Cayo Herradura — Islas Los Tortuguillos) — La Orchila — La Blanquilla — Los Testigos — Patos | 343        | 1765 (2001)      | Español                |

## Economía

### Antigua y Barbuda
El turismo domina la economía de Antigua y Barbuda, produciendo casi el 60 % del PIB y el 40 % de las inversiones. La disminución de turistas desde el año 2000 obligó al gobierno a transformar el país en un paraíso fiscal. La producción agrícola está centrada en el ámbito doméstico y limitada por el reducido suministro de agua y una disminución de la mano de obra debido a los mejores salarios en los sectores de turismo y construcción.
Es importante también la producción agrícola de caña de azúcar, algodón y frutas; así como el refino de petróleo y las manufacturas textiles, de carpintería y de producción de ron. Produce algo de cerveza, ropas, cemento, artesanías locales y muebles.
La moneda oficial es el dólar del Caribe Oriental (East Caribean Dollar), con una paridad fija de 2,7:1 con el dólar estadounidense desde el año 1976. El producto bruto interno fue de 180 100 dólares per capita en 2009, año de una retracción del 6,5 % del PIB. La tasa de inflación anual es muy baja (1,5 % en 2007).

### Bahamas
Las Bahamas es un país en desarrollo estable, dependiente de la economía basada en el turismo y actividades bancarias. El turismo solamente supone más del 60 % del PIB y emplea directa o indirectamente a la mitad de la mano de obra del archipiélago. El crecimiento constante del turismo y el auge en la construcción de hoteles, de recursos y de nuevas residencias han conducido al crecimiento sólido del PIB durante algunos años hasta el 2006, aunque desde dicho año se produjo una caída en el número de turistas.
Los servicios financieros constituyen el segundo sector en importancia de la economía de Bahamas, cerca del 15 % del PIB. Sin embargo, desde diciembre de 2000, cuando el gobierno decretó nuevas regulaciones sobre el sector financiero, muchos negocios internacionales han salido de las Bahamas. La industria y la agricultura, contribuyen aproximadamente una décima parte del PIB y muestran poco crecimiento, a pesar de los incentivos que el gobierno destino a estos sectores. En suma, el crecimiento depende del funcionamiento del sector del turismo, que depende del crecimiento en los EE. UU., la fuente de más del 80 % de los visitantes. Además del turismo y de las actividades bancarias, el gobierno apoya el desarrollo de un "tercer pilar", el comercio.

### Barbados
Barbados es el país más rico y más desarrollado del Caribe Oriental y tiene una de las rentas per cápita más altas de América. Su economía tradicional se basaba en la producción de azúcar, principal materia de exportación. Con la explosión del turismo, se produjo una reorientación de la actividad. Ahora mantiene un sistema muy dependiente de Estados Unidos y Europa, que son los lugares de procedencia de la mayoría de los turistas, lo que debilita su economía en los periodos de contención en los países de origen. En la actualidad ha diversificado parcialmente su economía con algo de industria ligera. Es así mismo sede de importantes empresas, sobre todo financieras, dado el alto nivel de protección del secreto bancario que ofrece y los bajos impuestos que soportan. Por la comunidad internacional es considerado un paraíso fiscal.

### Cuba
La economía cubana está sustentada en los recursos naturales del país, que son muy variados y van desde minerales como el níquel y el cobalto a los paisajes tropicales que atraen a millones de turistas todos los años. El capital humano es el otro pilar fundamental de la economía del país, que cuenta con las tasas más elevadas de alfabetización, esperanza de vida y cobertura sanitaria de toda la América Latina y el Caribe.
El gobierno cubano mantiene su adhesión a los principios socialistas a la hora de organizar su economía, lo que ha llevado a que su política económica se base en la planificación, con opciones diferentes y cerradas a las que serían dictadas por el mercado; aunque después del derrumbe de la URSS y de los países socialistas del este de Europa, la iniciativa privada y el papel del mercado hayan aumentado, aunque no al nivel de lo sucedido en la Europa del Este, adoptando un sistema económico más parecido al chino.
Por otro lado, y según datos de la ONU, Cuba sería el único país del mundo que cumple los dos criterios que, para la organización WWF, significan la existencia del desarrollo sostenible: desarrollo humano alto (IDH > 0,8) y huella ecológica sostenible (huella < 1'8 ha/p). Según el informe EPI de 2010, realizado por las universidades de Yale y Columbia en Estados Unidos el país está en la posición 9.ª en el mundo con mejor desempeño ambiental.

### Dominica
La economía de Dominica depende principalmente de los servicios financieros offshore. El crecimiento de su industria de servicios financieros offshore deriva de un proceso gubernamental en donde se han realizado cambios estructurales con la finalidad de diversificar sus fuentes de ingreso, el gobierno busca promover activamente la isla como centro bancario internacional, y recientemente firmó un acuerdo con la Unión Europea con la finalidad de explorar sus potenciales de energía geotérmica.
Aunque anteriormente dependía en gran medida de la agricultura - especialmente banana - sus medios de ingreso se han diversificado. Su segunda fuente de ingreso es el turismo, en especial el ecoturismo.
El 2003 el gobierno comenzó una extensa reestructuración de la economía, con la eliminación del control de precios, privatización del sector bananero, y aumento de impuestos, con miras a enfrentar una crisis económica y atender las recomendaciones del Fondo Monetario Internacional. Esta reestructuración permitió la recuperación económica - en 2006 el crecimiento ultrapasó los dos dígitos - y ayudó a reducir la deuda pública.

### Granada
El progreso económico de Granada, debido a las reformas fiscales y una macroeconomía prudente, ha disparado el crecimiento anual del país al 5-6 % en 1998-1999. El incremento de la actividad económica ha estado liderado por la construcción y el comercio. Actualmente el país depende del turismo como su principal fuente de ingresos de capital extranjero, especialmente después de la inauguración de su aeropuerto internacional el 1985. Las instalaciones turísticas se han aumentado desde entonces.
Los huracanes Iván (2004) y Emily (2005) han severamente damnificado su sector agrícola - especialmente el cultivo de cacao. Después de la devastación, el país confronta un enorme déficit presupuestario, ampliado durante el proceso de reconstrucción, y que llega actualmente¿Cuándo? a 110 % del PIB.

### Haití
La economía de Haití es la más pobre de América y del Hemisferio Occidental, es decir, Haití es el país con menor PIB per cápita y uno de los más desiguales del mundo. Su renta per cápita es alrededor de una décima parte de la de sus vecinos de la región del Caribe. Tiene una tasa de desempleo superior al 50 % de su población, sus ingresos anuales per cápita son menores al salario mínimo de otros países latinoamericanos y la pobreza extrema alcanza casi el 70 % de la población.

### Jamaica
La economía de Kingston es principalmente agrícola y minera, aunque desde la década de los 90 del siglo XX tomó impulso especial el turismo. El crecimiento sostenido desde las reformas de 1982 ha permitido alcanzar un PIB de 7400 millones de dólares. La agricultura emplea a más de un 20 % de la población, siendo el azúcar el principal producto. Esto supone una dependencia excesiva del precio del azúcar en los mercados internacionales. Además, se cultivan plátanos, café y tabaco, que en buena medida se dirigen a la exportación, además de los productos para el consumo interno, como la patata y el maíz. La cabaña ganadera asciende a más de 800 000 cabezas entre ganado vacuno y caprino, siendo el cerdo residual con apenas 150 000 cabezas.
La alúmina y la bauxita constituyen la espina dorsal de la minería desde su descubrimiento en 1940, cuya producción íntegra se destina a la exportación. La industria ha alcanzado cierto nivel de importancia, sobre todo la manufacturera (textil y calzado) y las de refino petrolífero.
A partir del 2000 Jamaica empezó a experimentar crecimientos positivos de su economía tras un periodo de cuatro años de crisis. La inflación terminó por controlarse a niveles aceptables en 2001, si bien en 2003 y 2004 ha vuelto a repuntar hasta niveles preocupantes.

### República Dominicana
La economía de la República Dominicana es la primera economía del Caribe y la octava economía más grande de América Latina después de Brasil, México, Argentina, Colombia, Chile, Perú y Ecuador. Es un país en desarrollo de ingresos altos según el Banco Mundial, dependiendo, principalmente, de la agricultura, el comercio exterior, los servicios, la minería, la industria y el turismo. Aunque el sector servicios ha sobrepasado a la agricultura como el principal proveedor de empleos debido, sobre todo, al auge y crecimiento del turismo y la industria, la agricultura todavía se mantiene como el sector más importante en términos de consumo doméstico y está en segundo lugar (detrás de la minería) en términos de exportación. El turismo aporta más de 7000 millones USD al año. La industria y el turismo son los sectores de mayor crecimiento. Las remesas de los ciudadanos dominicanos viviendo en el exterior se estiman en unos 5500 millones USD por año.

### San Cristóbal y Nieves
San Cristóbal y Nieves fue el último lugar en practicar el monocultivo de azúcar en las Antillas Menores. Pero debido a que la industria azucarera encontraba cada vez mayores dificultades para conseguir beneficios, el gobierno decidió realizar un programa de diversificación para el sector agricultor y estimulación del desarrollo en otros sectores de la economía, particularmente el turismo.
El gobierno instituyó un programa de incentivos a la inversión, alentando tanto la inversión privada doméstica como extranjera. Las políticas gubernamentales incluían exenciones fiscales, importación de equipamiento y materiales libres de impuestos y subsidios para la capacitación a personal local. El turismo ha mostrado un gran incremento. Hacia 1987, había sobrepasado al azúcar como fuente de ingreso de divisas.

### San Vicente y las Granadinas
La economía de San Vicente depende en una gran medida de la agricultura. El cultivo de la banana representa un 60 % del empleo y un 50 % de las exportaciones. Ésta muy fuerte dependencia de un solo cultivo hace que la economía sea vulnerable a múltiples factores externos. Los agricultores de banana de San Vicente poseen acceso preferencial al mercado europeo. Dado que la Unión Europea ha anunciado que dicho acceso preferencial será discontinuado, es que la diversificación de la actividad económica se torna una prioridad para San Vicente.
El turismo ha crecido, convirtiéndose en un elemento importante de la actividad económica. En 1993, el turismo desplazó a las exportaciones de banana como el principal elemento generador de ingreso de divisas. Las Granadinas se han convertido en un mercado favorito de los fanáticos con altos niveles de ingreso que practican el yachting. La tendencia de crecimiento del turismo es muy probable continúe. En 1996, se inauguraron nuevos atracaderos y amarraderos para cruceros y buques, con el consecuente aumento de la cantidad de pasajeros arribados. En 1998, arribaron un total de 202 109 visitantes, y la mayoría de los turistas provinieron de otros países del Caribe y el Reino Unido.

### Santa Lucía
La economía del país depende en gran parte del cultivo de plátanos. Sin embargo, los cambios en el régimen de importaciones de la Unión Europea y la creciente competencia de los productores de América Latina han forzado la diversificación. En años recientes la industria del turismo y las finanzas internacionales han adquirido un papel preponderante en la composición de su producto interno bruto y ahora casi el 73 % del mismo es generado por la industria de servicios (2002). Su sector de manufactura, aunque menos importante, es uno de los más diversificados del Caribe Oriental.
Los principales productos de exportación de la isla son el plátano y algunos productos textiles que vende al Reino Unido y a los Estados Unidos por un monto cercano a los USD 30 millones $, casi la mitad de sus exportaciones totales. Debido a las condiciones geográficas y demográficas de la isla, gran parte de sus insumos son importados, siendo sus principales proveedores Brasil (41,7 %), Estados Unidos (21,4 %) y Trinidad y Tobago (11,9 %).
La isla fue uno de los países fundadores de la Organización Mundial del Comercio y se integró al Fondo Monetario Internacional el 15 de noviembre de 1979. Su moneda, el dólar del Caribe Oriental, es la moneda de curso legal en otros seis países. Santa Lucía ha firmado algunos convenios de libre comercio y cooperación económica con la Organización de Estados del Caribe Oriental y con la Comunidad del Caribe. En materia técnica recibe asesoría por parte de la Mancomunidad Británica de Naciones y de la CEPAL y también recibe apoyos económicos del Banco de Desarrollo del Caribe.
El año fiscal en la isla comienza el 1 de abril y finaliza el 31 de marzo del año siguiente.

### Trinidad y Tobago
La economía de Trinidad y Tobago experimentó, durante el año 2002, un índice de crecimiento del 3,2 %. Esto se debe a 9 años consecutivos de verdadero crecimiento después de 8 años de recesión. El gobierno del primer ministro Patrick Manning ha seguido la política macroeconómica del gobierno anterior, tratando de atraer las inversiones en el país. A largo plazo, parece que va a producirse un gran crecimiento, un crecimiento que irá estrechamente ligado al desarrollo de los hidrocarburos, la petroquímica, y el sector siderúrgico, que supondrá aumentos significativos en las exportaciones de Trinidad y Tobago. Además, el país sigue sus esfuerzos en la diversificación de servicios, el turismo, la industria y la agricultura.
Así pues, el gran índice de crecimiento de Trinidad y Tobago ha producido excedentes que son exportados, aun sin dejar de importar, ya que la extensión industrial y el aumento de consumo así lo requieren. Por consiguiente, el ratio de deudas ha pasado de un 15,4 % en 1997 a un 4,4 % en 2002. El paro disminuye lentamente: ha pasado de un 12,1 % en 2001 a un 10,4 % en 2002.
La actividad agrícola más importante es el cultivo de la caña de azúcar, al que se asocia la producción de azúcar en los seis ingenios del oeste de la isla, así como de mieles y de ron. Le siguen en importancia el cacao, el grano y su beneficio, las frutas cítricas y el café. La ganadería es poco importante: 65 000 cabezas de ganado bovino, 6000 de ovino, etc.